# Calliphora javanica
Calliphora javanica är en tvåvingeart som beskrevs av Meijere 1914. Calliphora javanica ingår i släktet Calliphora och familjen spyflugor. Inga underarter finns listade i Catalogue of Life.